# Eriopeltastes clarki
Eriopeltastes clarki är en skalbaggsart som beskrevs av Ricchiardi, Perissinotto och Clennell 2004. Eriopeltastes clarki ingår i släktet Eriopeltastes och familjen Cetoniidae. Inga underarter finns listade i Catalogue of Life.